# Chiesa di San Michele Arcangelo a Padonchia
La chiesa di San Michele Arcangelo è un edificio sacro che si trova in località Padonchia a Monterchi, risalente al VII-VIII secolo d.C. .
Il primo documento storico nella quale viene citata risale al 26 settembre 1230, quando il vescovo tifernate Matteo rese visita alla pieve di S. Antimo, alla presenta dei rettori delle 42 chiese del plebanato. La chiesa fu sotto il patronato dei Tarlati di Pietramala, signori del castello di Monterchi, fino al 1440 quando passò ai capitani di parte guelfa di Firenze. L'edificio presenta un impianto di origine trecentesca con tracce di ristrutturazioni successive.
Restaurata negli anni 1989/90. All'interno della chiesa, oltre ad alcuni elementi architettonici molto antichi come i quattro peducci figurati che reggevano la volta del presbiterio e le due eleganti arcate gotiche del lato destro, si conservano una Madonna con Bambino della prima metà del Quattrocento, un San Michele Arcangelo che in veste di guerriero scaccia con un piede il diavolo e lo trafigge con la lancia (prima metà del Quattrocento), un San Sebastiano trafitto, un santo monaco benedicente, una pietà, di fine composizione dei primi del Cinquecento, un San Cristoforo che traghetta il bambino, un San Martino che divide il mantello, San Rocco e San Sebastiano e una bella tela raffigurante il patrono San Michele Arcangelo .
La semplice struttura a navata unica e tetto a capanna è costituita da un paramento murario esterno a pietrame irregolare. Sulla facciata è impostato un campanile a vela di recente costruzione.